# Inessiv
Inessiv (af latin in- deri og esse være) er en kasus, der udtrykker, at noget er inde i noget andet. Den hører dermed til de såkaldte lokalkasus, der anvendes til at beskrive nogets placering i rummet. Kasusen er navngivet af Rasmus Rask. Inessiv findes i finsk, estisk, ungarsk og de fleste andre finsk-ugriske sprog.